# Kelvin (Schiff)
HMS Kelvin (F37) war ein Zerstörer der K-Klasse der Royal Navy. Das bei der Fairfield Shipbuilding & Engineering Company in Govan bei Glasgow gebaute Schiff wurde 1937 begonnen und kam im November 1939 nach Kriegsbeginn in den Dienst der Royal Navy. Der Zerstörer wurde während des Zweiten Weltkriegs mit den Battle Honours Atlantic 1940, Spartivento 1940, Crete 1941, Mediterranean 1941–43, Sirte 1942, Malta Convoys 1942, Normandy 1944 und Aegean 1944 ausgezeichnet.

Die Kelvin war eins der beiden Schiffe der K-Serie, die den Weltkrieg überstanden. Ab April 1949 wurde das Schiff in Troon abgebrochen.

## Geschichte
HMS Kelvin wurde am 5. Oktober 1937 bei Fairfield in Govan zusammen mit dem gleichzeitig bestellten Schwesterschiff Juno auf Kiel gelegt, am 19. Januar 1939 sechs Wochen nach der Juno vom Stapel gelassen und am 27. November 1939 als zweites Schiff der Navy mit dem Namen Kelvin und sechstes Schiff der K-Klasse in Dienst gestellt. Nach der Indienststellung wurde der Zerstörer der 5. Zerstörerflottille bei der Home Fleet in Scapa Flow zugeteilt.

### Einsätze
Eingesetzt wurden die Zerstörer der „5th Destroyer Flotilla“ zur Sicherung von Geleitzügen in der Nordsee und im Bereich der North Western Approaches oder zur Suche nach deutschen U-Booten sowie deutschen Handelsschiffen, die versuchten, ihre Heimat zu erreichen.
Am Abend des 7. April 1940 lief die britische Home Fleet mit zwei Schlachtschiffen, einem Schlachtkreuzer, zwei Leichten Kreuzern und zehn Zerstörern aus Scapa in die Shetland-Norwegen-Enge, gefolgt von einem französischen Kreuzer mit zwei Großzerstörern, um eine deutsche Besetzung Norwegens zu unterbinden. Den britischen Zerstörerverband bildeten fünf Einheiten der Tribal-Klasse sowie die Kelvin mit ihren Schwesterschiffen Kimberley, Kashmir, Jaguar und Jupiter. Der Verband stach zu spät in See, um die primären Ziele des deutschen Unternehmens Weserübung verhindern zu können. Die britischen Suchverbände wurden noch erheblich verstärkt und mehrfach neu zusammengestellt. Am 9. wurde die Kelvin schwer beschädigt, als sie bei einer Sicherungsaufgabe die Kashmir rammte. Die am Bug erheblich beschädigte Kelvin marschierte rückwärtslaufend nach Lerwick, um weitere Schäden zu verhindern. Wegen des Totalausfalls der Ruderanlage musste die Kashmir von der Cossack nach Scapa Flow zurückgeschleppt werden. Gesichert wurden die beiden Havaristen und der schleppende Zerstörer bis Lerwick von der Zulu. Beide Havaristen wurden schließlich zur Reparatur zum Tyne geschleppt. Die umfangreichen Reparaturen verhinderten weitere Einsätze der beiden Zerstörer vor Norwegen und bei der Evakuierung alliierter Truppen vom europäischen Festland. Anfang Juni 1940 konnte die Kelvin wieder eingesetzt werden und kam im Juli wieder zur jetzt am Humber eingesetzten „5th Flotilla“, der jetzt alle noch in der Heimat befindlichen Zerstörer der J- und K-Klasse zusammengefasst waren.

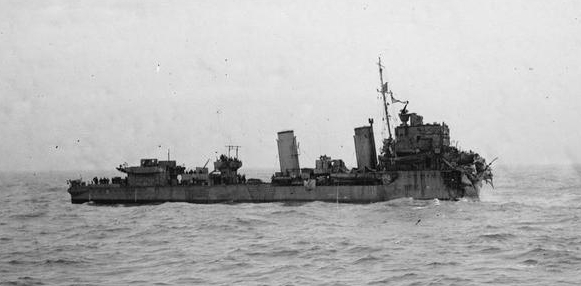
Die Express nach dem Minentreffer im September 1940

Ende August 1940 begleitete sie zusammen mit Jupiter und Vortigern die Schiffe der 20. Zerstörerflottille bei einer Minenlegemission vor den Westfriesischen Inseln. Dabei lief die Express am 31. August 1940 nordwestlich von Texel in ein unbekanntes deutsches Minenfeld und verlor ihren Bug. Beim Versuch, die Überlebenden zu retten, liefen zuerst die Esk und danach die Ivanhoe ebenfalls auf Minen. Während die Express trotz ihrer schweren Schäden von Kelvin, dann Jupiter in Sicherheit geschleppt werden konnte, sank die Esk sofort. Die Ivanhoe wurde so schwer beschädigt, dass sie aufgegeben musste und am 1. September von der Kelvin versenkt wurde.
Im September 1940 verlegte die „5th Flotilla“ nach Plymouth, um für die Abwehr etwaiger Aktivitäten deutscher Zerstörer zur Verfügung zu stehen. Die Kriegsmarine hatte inzwischen fünf Zerstörer in das eroberte Brest verlegt. Am 11. Oktober begleitete die Kelvin mit weiteren sechs Einheiten der 5. Zerstörerflottille das Schlachtschiff Revenge bei der Beschießung von Cherbourg.
In der Nacht zum 18. Oktober 1940 hatten die Briten frühzeitig das Auslaufen von fünf deutschen Zerstörern festgestellt, die laufenden Geleitzüge gestoppt und einen Verband mit den Kreuzern Newcastle und Emerald sowie den Zerstörern Jackal unter Captain Lord Louis Mountbatten, Jupiter, Kipling, Kashmir und Kelvin gegen den deutschen Vorstoß angesetzt. Die Briten fanden die vier deutschen Zerstörer Z 10 Hans Lody, Z 20 Karl Galster, Z 14 Friedrich Ihn und Z 15 Erich Steinbrinck (Z 6 Theodor Riedel war wegen eines Kesselschadens frühzeitig umkehrt) und eröffneten das Feuer auf maximaler Distanz, konnten aber den Deutschen nicht folgen, die nach dem Abschuss einer Torpedosalve ohne Treffer abdrehten.
Die Kelvin wurde am 15. November mit Jaguar ins Mittelmeer abkommandiert und beide Schiffe trafen am 21. November zusammen mit den von ihnen gesicherten Kreuzern Manchester und Southampton in Gibraltar ein. In der Folgewoche leistete die Kelvin Begleitdienste für größere Kampfschiffe im Raum zwischen Gibraltar und Sizilien. Am 27. November bildete sie zusammen mit Jaguar den Begleitschutz für den Flugzeugträger Ark Royal; die Kampfgruppe konnte aber nicht mehr in die Seeschlacht bei Kap Teulada (Spartivento) eingreifen und die Schiffe kehrten am 29. November nach Gibraltar zurück.
Im Dezember 1940 kehrte die Kelvin nach Plymouth zurück und übernahm bis ins Frühjahr 1941 Patrouillenaufgaben im Ärmelkanal.
Ende April 1941 wurde sie mit ihren Schwesterschiffen Kashmir, Kelly, Kipling, Jersey und Jackal ins Mittelmeer befohlen, wo sie Zerstörer der 14. Zerstörerflottille in Malta bei der Force K ablösten. Am 21. Mai lief die Zerstörergruppe, ohne die inzwischen nach Minentreffer gesunkene Jersey, nach Kreta aus, um deutsche Invasionskräfte während der Schlacht um Kreta abzufangen. Die Gruppe geriet unter anhaltende Luftangriffe und am 23. Mai wurden die Kashmir und die Kelly durch deutsche Bomber versenkt. Nach diesen Verlusten wurde die 5. Zerstörerflottille aufgelöst und die Kelvin der neu gebildeten 7. Zerstörerflottille unterstellt. Vom 28. bis zum 30. Mai nahm sie zusammen mit Kandahar und den australischen Zerstörern Napier und Nizam als Teil der Force C an der Evakuierung alliierter Truppen aus dem kretischen Sfakia teil. Dabei erlitt sie auf dem Rückweg nach Alexandria Schäden, die einen Werftaufenthalt erforderlich machten. Im Juni wurde sie deshalb nach Bombay geschickt, wo die Reparaturarbeiten bis zum Jahreswechsel andauerten.
Ab Januar 1942 kam die Kelvin bei der Sicherung von Nachschubkonvois nach Malta wieder zum Einsatz und war am 22. März in der 14. Zerstörerflottille zusammen mit Jervis, Kipling und Kingston am Zweiten Seegefecht im Golf von Syrte beteiligt. Im April unterstützte der Zerstörer mit dem Schwesterschiff Kipling ein Kommandounternehmen auf Kreta. Es folgten weitere Einsätze im Geleitdienst und im August eine Beschießung von Rhodos mit den Kreuzern Arethusa und Cleopatra sowie den Zerstörern Javelin, Sikh und Zulu als Ablenkungsmanöver. Ab November 1942 wurde die Kelvin dann zusammen mit Jervis, Javelin und Janus erneut als Force K aus Malta gegen die Nachschub der Achsenmächte nach Nordafrika eingesetzt.
Im Juni 1943 wurde der Zerstörer aus dem Mittelmeer abgezogen und im Chatham Dockyard einer umfassenden Überholung unterzogen. Die Kelvin kam dann im Juni 1944 während der alliierten Landung in der Normandie im Bereich des Abschnitts Sword zur Artillerieunterstützung der Landungstruppen zum Einsatz.
Nach einer Überholung in Sheerness verlegte die Kelvin im Oktober 1944 nochmals ins östliche Mittelmeer und war an der Besetzung geräumter Inseln beteiligt.

### Verbleib
Erst zum Ende des Jahres 1945 kehrte sie nach Großbritannien zurück und wurde im Januar 1946 außer Dienst gestellt. Im Februar 1948 ausgesondert, kam sie im April 1949 nach Troon, wo der Abbruch des Zerstörers durchgeführt wurde.

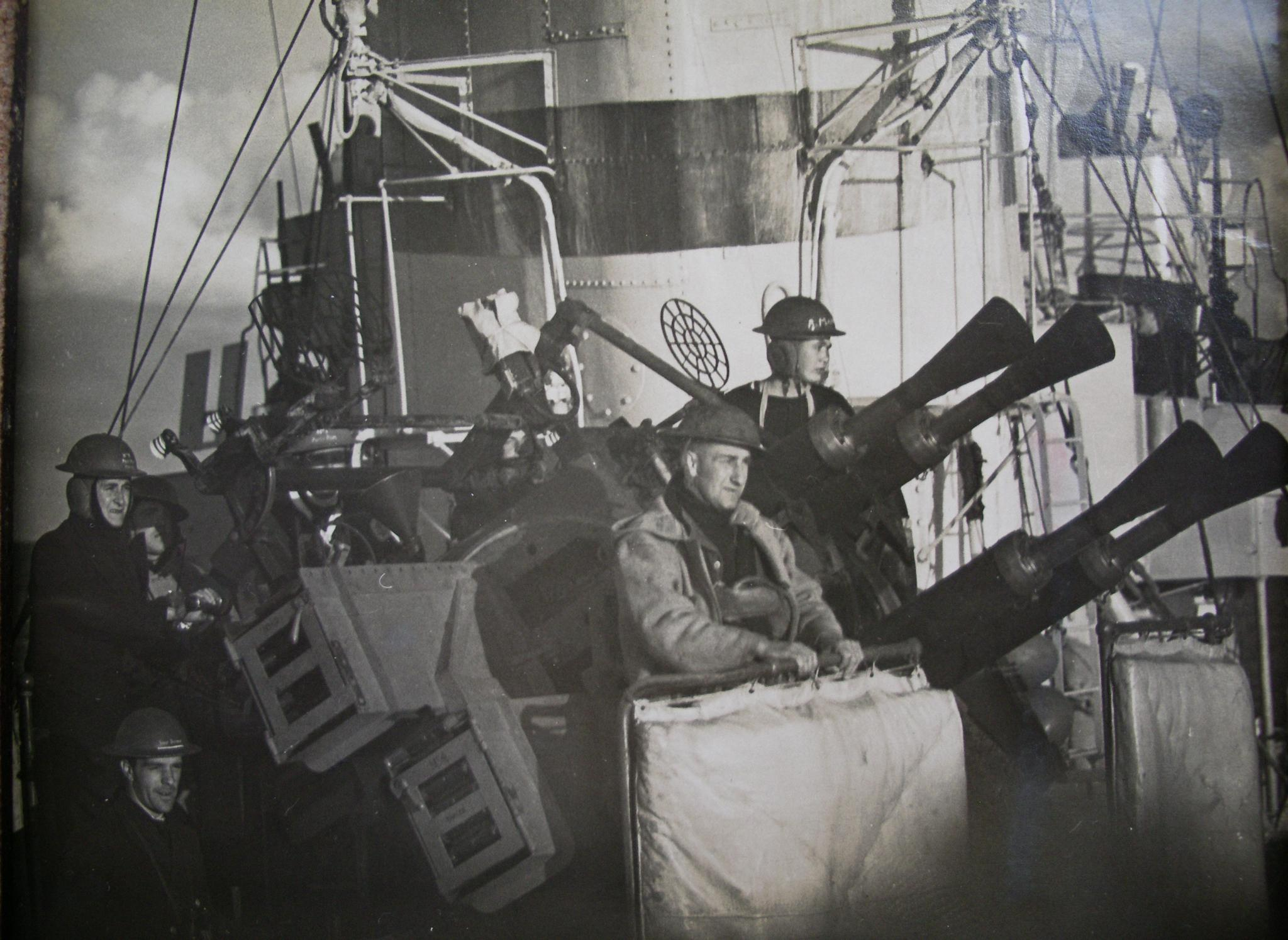
2-Pfünder-Pom-Pom-Vierling auf der Kelvin

### Bewaffnung
Die Bewaffnung bestand aus sechs 120-mm-Kanonen in Doppellafetten Mk.XII zum Einsatz gegen See- und Luftziele (zwei Türme vor der Brücke, der hintere in überhöhter Position; eine weitere Doppellafette auf einer Plattform hinten). Als Flakbewaffnung besaß der Zerstörer ein 2-Pfünder-Vierlingsgeschütz Mk.VIII auf einer Plattform hinter dem Schornstein sowie zwei Vierfach-0,5-inch-(12,7-mm)-Fla-MGs. Zehn Torpedorohre in zwei Sätzen von je fünf Rohren und 20 Wasserbomben komplettierten die Bewaffnung.

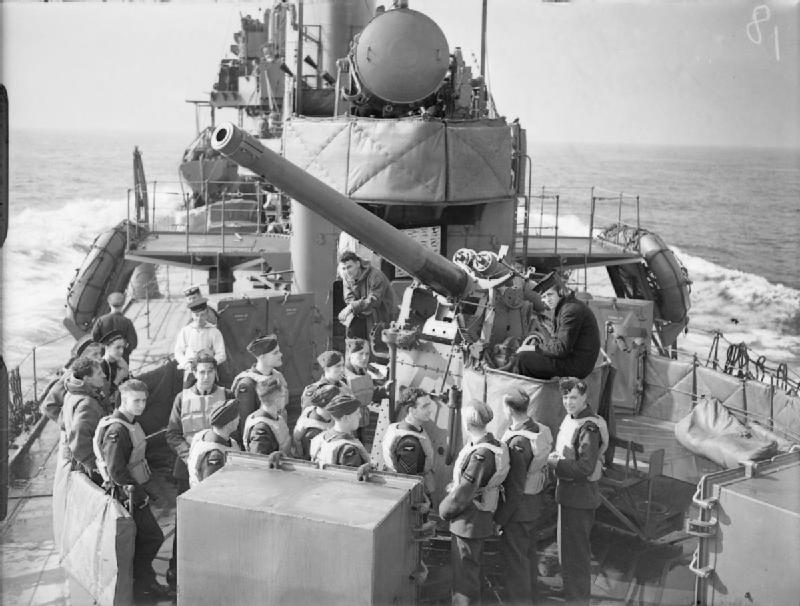
Die 102-mm-Mk.V-Flak, die von 1940 bis 1943 an Bord war

Die schlechte Verteidigungsfähigkeit der Klasse gegen Luftangriffe führte ab 1940 zum Austausch des hinteren Torpedorohr-Satzes gegen eine 102-mm-Mk.V-Flak. Später wurden auch die Vickers-FlaMGs durch vier einzelne Oerlikon-Maschinenkanonen ersetzt.

1942/43 wurde die Bewaffnung der Kelvin weiter verbessert. Da inzwischen viele Einheiten mit einer verbesserten Flugabwehrbewaffnung vorhanden waren, wurde die 102-mm-Flak wieder entfernt und der zweite Torpedorohrsatz wieder installiert. Zwei der einzelnen Oerlikons wurden durch zwei 20-mm-Zwillingskanonen ersetzt. Dazu kamen jetzt 45 Wasserbomben mit der doppelten Anzahl an Abwurfgeräten.